# Guêpiers du Lac
Guêpiers du Lac là một câu lạc bộ bóng đá Burundi, hiện tại đang thi đấu ở Giải bóng đá ngoại hạng Burundi.

## Sân vận động
Hiện tại đội bóng chơi trên sân nhà Stade Makamba có sức chứa 1.000 chỗ ngồi.

## Tham gia giải đấu
- Giải bóng đá ngoại hạng Burundi: 2013–
- Giải bóng đá hạng nhì Burundi: ????–2013